# Temporada 2012-2013 del Liceu
La Temporada 2012-2013 del Liceu, així com la següent, van estar presidides per la commemoració del bicentenari del naixement dels dos compositors més lligats a la història del Liceu: Richard Wagner i Giuseppe Verdi. La commemoració va tenir un pròleg excepcional amb la visita del Festival de Bayreuth amb les versions en concert de Der fliegende Holländer, Lohengrin i Tristan und Isolde. Aquest esdeveniment va constituir el pòrtic d'altres grans projectes wagnerians lligats al bicentenari: el nou director musical, Josep Pons, va iniciar, amb Robert Carsen com a director d'escena, una nova Tetralogia i l'OBC va interpretar una obra de joventut de Wagner, Rienzi. El Liceu i la Filmoteca de Catalunya van presentar Els Nibelungs de Fritz Lang amb la interpretació en directe de la partitura original de Gottfried Huppertz a càrrec de la Jove Orquestra Nacional de Catalunya. Un seguit d'actes dedicats a Wagner, coordinats per Amics del Liceu, varen completar la celebració amb la implicació de la majoria de les institucions culturals del país.
La temporada d'òpera, però, s'inaugurà amb una nova coproducció amb l'Òpera de París d'una de les grans òperes de
Verdi: La forza del destino, peça difícil, excessiva, de gran complexitat i per la qual Verdi va compondre algunes de les millors pàgines de tota la seva obra. El bicentenari del naixement de Verdi es va celebrar molt solemnement per part de les tres institucions musicals més importants de Barcelona amb la interpretació del Rèquiem a L'Auditori a càrrec de l'OBC, el Cor del Gran Teatre del Liceu i el Cor de Cambra del Palau de la Música Catalana dirigits per Pablo González.
La soprano italiana Mariella Devia, una gran diva a la qual acompanyaren el tenor Gregory Kunde i el baríton Vladimir Stoianov va demostrar ser la reina del bel canto del moment en una versió de concert de Il pirata de Bellini. Són comptades les dives que s'atreveixen amb aquesta partitura que presenta una enorme dificultat.
| Temporada 2012-2013 del Liceu |                        |                          |                                | |                   |                                                                                            |                                                                |
| Òpera                         | Compositor             | Director musical         | Director d'escena              | Papers principals | Segon repartiment | Producció                                                                                  | Dates                                                          |
| Der fliegende Holländer       | Richard Wagner         | Sebastian Weigle         | Versió de concert              | Franz-Josef Selig, Ricarda Merbeth, Michael König, Christa Mayer, Benjamin Bruns, Samuel Youn |                   | Orquestra i Cor del Festival de Bayreuth                                                   | 1 i 4 setembre                                                 |
| Lohengrin                     | Richard Wagner         | Sebastian Weigle         | Versió de concert              | Klaus Florian Vogt, Annette Dasch, Susan Maclean, Thomas J. Mayer, Wilhelm Schwinghammer, Ralf Lukas, Stefan Heibach, Willen van der Heyden, Rainer Zaun, Christian Tschelebiew |                   | Orquestra i Cor del Festival de Bayreuth                                                   | 2 i 5 setembre                                                 |
| Tristan und Isolde            | Richard Wagner         | Peter Schneider          | Versió de concert              | Iréne Theorin, Robert Dean Smith, Michelle Breedt, Jukka Rasilainen, Robert Holl, Ralf Lukas, Clemens Bieber, Arnold Bezuyen, Martin Snell |                   | Orquestra i Cor del Festival de Bayreuth                                                   | 6 setembre                                                     |
| La forza del destino          | Giuseppe Verdi         | Renato Palumbo           | Jean-Claude Auvray             | Violeta Urmana, Marianne Cornetti, Marcello Giordani, Ludovic Tézier, Vitalij Kowaljow, Micaela Carosi, Enkelejda Shkosa, Zoran Todorovitch, Luca Salsi, Carlo Colombara, Norma Fantini, Anna Smirnova, Alfred Kim, Vladimir Stoyanov |                   | Gran Teatre del Liceu / Opéra National de París                                            | 2, 3, 5, 6, 8, 9, 10, 11, 13, 14, 16, 17, 18, 20 octubre       |
| Rusalka                       | Antonin Dvorák         | Andrew Davis             | Stefan Herheim                 | Camilla Nylund, Klaus Florian Vogt, Ildiko Komlosi, Emily Magee |                   | Théâtre de la Monnaie (Brussel·les) / Oper Graz                                            | 22, 27, 30 desembre, 2, 5, 11, 14 gener                        |
| Il pirata                     | Vincenzo Bellini       | Antonino Fogliani        | Versió de concert              | Mariella Devia, Gregory Kunde, Vladimir Stoianov, Antonino Fogliani, Vicenç Esteve, Fernando Radó, Elena Copons |                   |                                                                                            | 4 i 7 gener                                                    |
| Iolanta                       | Piotr Ilitx Txaikovski | Valeri Guérguiev         | Versió de concert              | Anna Netrebko, Sergei Skorokhodov, Alexander Gergalov, Sergei Alexashkin, Edem Umerov, Andrei Zorin, Yuri Vorobiev, Eleonora Vindau, Anna Kiknadze, Natalia Yevstafieva |                   | Orquestra Simfònica i Cor del Teatre Mariinski de Sant Petersburg                          | 10 i 13 gener                                                  |
| Les Contes d'Hoffmann         | Jacques Offenbach      | Stéphane Denève          | Laurent Pelly                  | Natalie Dessay, Michael Spyres, Kathleen Kim, Tatiana Pavlovskaya, Laurent Naouri, Michele Losier, Eglise Gutiérrez, Ismael Jordi, Greer Grimsley, Gemma Coma-Alabert |                   | Gran Teatre del Liceu / San Francisco Opera / Opéra National de Lyon                       | 4, 5, 7,11, 12, 14, 16, 17, 19, 20, 23 febrer                  |
| Street Scene                  | Kurt Weill             | Tim Murray               | John Fulljames                 | Geof Dolton, Elena Ferrari, Paul Featherstone, Kate Nelson, Paul Curievici, Robert Burt |                   | The Opera Group/Young Vic co-production Originally co-produced with Watford Palace Theatre | 1, 2, 4, 5 març                                                |
| Madama Butterfly              | Giacomo Puccini        | José Miguel Pérez-Sierra | Moshe Leiser i Patrice Caurier | Hui He (21, 24, 27 març)/Ermonela Jaho (23, 26 març; 25 juliol)/Patricia Racette (20, 23, 26, 20 juliol)/Amarilli Nizza (21, 24, 27 juliol), Jossie Perez (21, 24, 27 març)/Gemma Coma-Alabert (23, 26 març); 21, 24 25, 27 juliol)/Marie-Nicole Lemieux (20, 23, 26, 29 juliol), Claudia Schneider, Roberto Alagna (21, 24, 27 març)/Jorge de León (23, 26 març; 25 juliol)/Stefano Secco (20, 23, 26, 29 juliol)/Roberto Aronica (21, 24, 27 juliol), Giovanni Meoni (21, 24, 27 març)/Àngel Òdena (23, 26 març; 29 juliol)/Fabio Capitanucci (20, 23, 25, 26 juliol)/Carlos Bergasa (21, 24, 27 juliol), Vicente Ombuena (21, 23, 24, 26, 27 març)/Francisco Vas (20, 21, 23, 24, 25, 26, 27, 29 juliol), Roberto Accurso, Ievgueni Orlov, Joan Josep Ramos (març)/Ivo Mischev (juliol), Theodore Rulfs (març)/Dimitar Darlev (juliol), Xavier Comorera (març)/Graham Lister (juliol), Mariel Aguilar (març)/Elizabeth Maldonado (juliol), Eun Kyung Park (març)/Elisabet Vilaplana (juliol), Olatz Gorrotxategi (març)/Mariel Fontes (juliol) |                   |                                                                                            | 21, 23, 24, 26, 27 març; 20, 21, 23, 24, 25, 26, 27, 29 juliol |